# Промисловість Франції
Промисловість Франції є однією із найважливіших галузей економіки країни. Найважливішими секторами промисловості виступають автомобілебудування, виробництво комплектувальних частин для автомобілів, авіаційної, ракетної, космічної техніки, електроніки, електротехніки, перероблення нафти, нафтохімія, енергетика.
Також розвинуті фармацевтика, парфумерія, будівництво, виробництво хімікатів, косметики, медичних товарів, будівельних матеріалів, скла. Країна відома виробництвом харчових продуктів (молочних, кондитерських і м’ясних виробів, вина пива й інших напоїв) і товарів класу люкс (одягу, взуття, аксесуарів і ювелірних виробів).
Станом на 2012 рік найбільшими промисловими компаніями Франції були Total, Engie, Électricité de France, Sanofi, Renault, Schneider Electric, Saint-Gobain, L'Oréal, Christian Dior, Danone, Air Liquide, Michelin, Pernod Ricard, Lafarge, Alstom, Peugeot, Safran, Alcatel-Lucent, Thales, Areva, Essilor, Vallourec, Hermès, Valeo, Legrand, Dassault Aviation і Arkema.

## Енергетика
В енергетичному секторі найбільшими компаніями є Électricité de France (активи у 2015 році — 324 млрд дол., працівників — 148 тис. осіб) і Engie (активи у 2015 році — 200 млрд дол., працівників — 236 тис. осіб). Також в енергетиці працюють німецька E.ON, італійська Eni, швейцарська Alpiq і французькі середні компанії Compagnie nationale du Rhône і Électricité de Strasbourg (дочірня компанія EDF).
- Électricité de France є великим оператором атомних електростанцій, гідроелектростанцій, газових та вугільних електростанцій, а також великим дистриб’ютором природного газу.
- Engie є також величезним дистриб’ютором природного газу та оператором газових, вугільних, атомних, вітряних та сонячних електростанцій.

## Нафтогазова та нафтохімічна промисловість
Найбільшою нафтогазовою компанією країни є Total (активи у 2015 році - 230 млрд дол., працівників - 100 тис. осіб). Найбільшим виробником технічних газів є компанія Air Liquide (активи в 2015 році — 32 млрд дол., працівників — 50 тис.осіб), найбільшим виробником шин — компанія Michelin (активи у 2015 році — 27 млрд дол., працівників — 106 тис. осіб) .
- Total має нафтопереробні заводи в Гонфревіль-л'Орше (Приморська Сена), Донжі (Атлантична Луара), Шатонеф-ле-Мартизі (Буш-дю-Рон), Фейзене (Ліонська метрополія) і Гранпюі-Баї-Карруа (Сена і Марна).
- Американська ExxonMobil має нафтопереробні заводи в Нотр-Дам-де-Граваншоні (Приморська Сена) і Фо-сюр-Мері (Буш-дю-Рон).
- Китайська PetroChina і швейцарська Ineos[en] мають нафтопереробний завод в Мартизі (Буш-дю-Рон).
- Colas Group має нафтопереробний завод в Дюнкерку (Нор).

- Total Petrochemicals (дочірня компанія Total) має нафтохімічні заводи в Сент-Авольді (Мозель), Гонфревіль-л'Орші і Нотр-Дам-де-Граваншоні (Приморська Сена), Фейзені (Ліонська метрополія) і Мартизі (Буш-дю-Рон).

## Машинобудування
Найбільшими машинобудівними компаніями країни є виробник енергетичного та залізничного обладнання Alstom (активи у 2015 році — 42 млрд дол., працівників — 86 тис.).

### Автомобільна промисловість

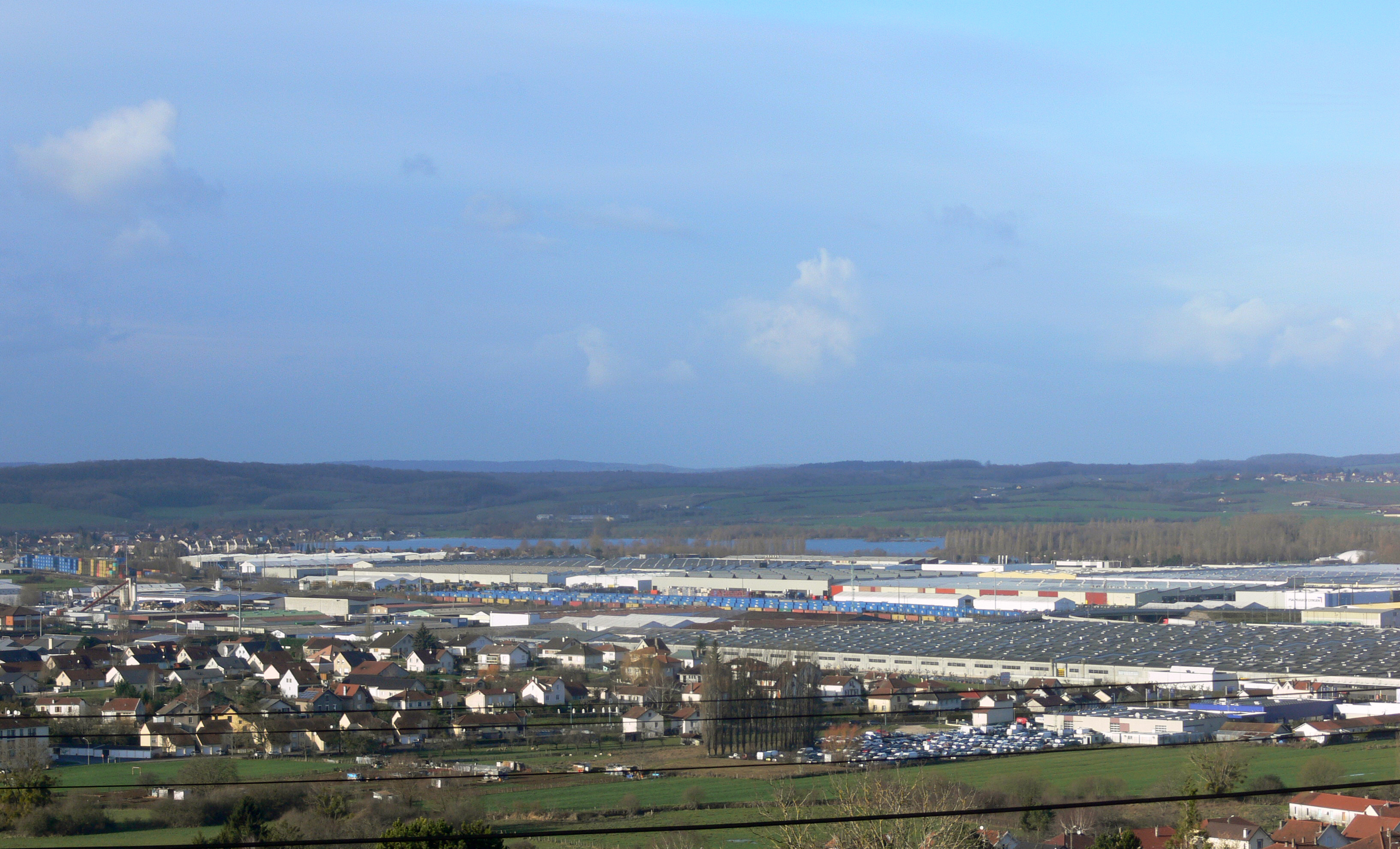
Завод Peugeot Citroën у Везулі

Автомобільна промисловість Франції (батьківщини парових та інших автомобілів) — одна з найстаріших у світі. В останні роки Франція виробляє близько 2 мільйонів автотранспортних засобів в рік, займаючи 11-12-е місце у світі й 3-е місце в Європі (після Німеччини та Іспанії). У 1980-х роках країна виробляла до 4 мільйонів автомобілів щорічно, майже так само, як ФРН в Європі та ділячи з нею 3—4-е місце у світі.
Найбільшими автомобільними компаніями країни є Renault (активи у 2015 році — 99 млрд дол., працівників — 117 тис. осіб)  і Peugeot — Citroën (активи у 2015 році — 74 млрд дол., працівників — 50 тис. осіб); найбільшими виробниками автомобільних компонентів і запасних частин — Valeo (активи в 2015 році — 12 млрд дол., працівників — 78 тис. осіб).
- Renault має заводи в Дуе і Мобеж (Нор), Клеоне і Сандувілі (Приморська Сена), Флер-сюр-Сені (Івелін), Ле-Мані (Сарта), Батії (Мерт і Мозель)
- PSA Peugeot Citroën має заводи в Сошо і Еримонкурі (Ду), Меці та Тремері (Мозель), Сосаймі (Верхній Рейн), Пуассі (Івелін), Льє-Сент-Амані (Нор), Шартр-де-Бретані (Іль і Вілен), Кані (Кальвадос), Везулі (Верхня Сона), Шарлевіль-Мезьєрі (Арденни), Дуврені (Па-де-Кале), Сент-Уені (Сен-вересні -день) і Домп'єр-сюр-Бебрі (Альє).
- Японська Toyota має завод в Оннені (Нор).

### Аерокосмічна промисловість
Найбільшими аерокосмічними компаніями країни є Airbus Group (EADS) (активи у 2015 році — 116 млрд дол., працівників — 138 тис. осіб), Safran(активи у 2015 році — 31 млрд дол., працівників — 69 тис. осіб),  Thales Group (активи у 2015 році — 24 млрд дол., працівників — 61 тис. осіб).
Airbus Group має заводи в Тулузі і Бланьяку (Верхня Гаронна), Маріньяні (Буш-дю-Рон) і Сен-Назері (Атлантична Луара).
А також має аеропорт "Шарль-де-Голль", в околицях Парижа.

## Медичне обладнання
Найбільшим виробником лінз є компанія Essilor (активи у 2015 році — 13 млрд дол., працівників — 58 тис. осіб).

## Електронна та електротехнічна промисловість
Найбільшими електронними та електротехнічними компаніями країни є Schneider Electric (активи у 2015 році — 50 млрд дол., працівників — 186 тис. осіб), Alcatel-Lucent (активи у 2015 році — 26 млрд дол., працівників — 52 тис. осіб), Legrand (активи у 2015 році — 8 млрд дол., працівників — 33 тис. осіб).
- Alcatel-Lucent має заводи в Нозі (Есон), Ланьйоні (Кот-д'Армор), Тулузі (Верхня Гаронна), Ренні (Іль і Вілен), Орво (Атлантична Луара), Е (Приморська Сена), Орме (Луарі).
- Legrand має заводи в Малоні і Фонтен-ле-Бурі (Приморська Сена), Сен-Марселлені і Понт-ан-Руайані (Ізер), Шалю (Верхня В'єнна), Ансі (Верхня Савоя), Антібі (Приморські Альпи), По (Атлантичні Піренеї), Лагорі (Приморська Шаранта), Це-ле-Гийомі (Сарта), Страсбурзі (Нижній Рейн), Понт-а-Муссон (Мерт і Мозель), Ле-Крезо (Сона і Луара), Беломер-Геувілі (Ер і Луар), Монбарі (Кот-д'Ор), Санліс (Уаза) і Гюіз (Ена).

## Будівництво і виробництво будматеріалів
Найбільшими будівельними компаніями країни є Vinci (активи у 2015 році — 78 млрд дол., співробітників — 185 тис. осіб), Bouygues (активи у 2015 році — 42 млрд дол., співробітників — 127 тис. осіб), Eiffage (активи у 2015 році — 38 млрд дол., співробітників — 66 тис. осіб) і Technip (активи у 2015 році — 16 млрд дол., співробітників — 38 тис. людина).
Найбільшими виробниками будівельних матеріалів країни є Saint-Gobain (активи у 2015 році — 54 млрд дол., співробітників — 179 тис. осіб) і Lafarge (активи в 2015 році — 42 млрд дол., співробітників — 63 тис. осіб).

## Легка промисловість
Одяг та аксесуари
Найбільшими виробниками товарів класу люкс є Christian Dior (активи у 2015 році — 70 млрд дол., співробітників — 118 тис. осіб), Kering (активи у 2015 році — 28 млрд дол., співробітників — 37 тис. осіб)  і Hermès (активи у 2015 році — 5 млрд дол., співробітників — 11 тис. осіб).
- Групі LVMH належать марки Christian Dior, Louis Vuitton, Givenchy, Fendi, Berluti, Bulgari, Hublot, TAG Heuer, Zenith, Chaumet, De Beers, Emilio Pucci, Kenzo, Donna Karan, Céline, Loewe, Marc Jacobs, Loro Piana, EDUN, Moynat, Thomas Pink, Nicholas Kirkwood, RM Williams.
- Групі Kering належать марки Gucci, Yves Saint Laurent, Alexander McQueen, Brioni, Puma, Ulysse Nardin, Bottega Veneta, Stella McCartney, Balenciaga, Sergio Rossi, Boucheron, Girard-Perregaux, Tomas Maier, Christopher Kane, Volcom, Dodo, JeanRichard, Pomellato, Qeelin, Cobra, Electric і Tretorn.

## Фармацевтика і косметика
Найбільшою фармацевтичною компанією країни є Sanofi (активи у 2015 році — 118 млрд дол., співробітників — 113 тис. осіб). Також на ринку працюють швейцарські Hoffmann-La Roche і Novartis, британська GlaxoSmithKline, американські Johnson & Johnson і Bristol-Myers Squibb, середні французькі компанії Servier (Сюрен), Laboratoires Pierre Fabre (Кастр), BioMérieux (Марсі-л'Етуаль), Ipsen (Париж), Laboratoires Boiron (Месія), Laboratoire Urgo (Шенов), Arkopharma (Каррос), Guerbet (Вільпент).
Найбільшою парфумерно-косметичною компанією країни є L'Oréal (активи у 2015 році - 39 млрд дол., Співробітників - 78 тис. людина). Підприємства L'Oréal розташовані в Гоші (Ена), Рамбує (Івелін), Ольне-су-Буа (Сен-Сен-Дені), Віші (Альє), Сен-Жан-де-ла-Рюелі (Луарі), Ла-Рош-Позі (В'єнна), Ле-Тіє (Валь-д'Уаз), Кодрі (Нор), Лассіньї (Уаза). Також на ринку працюють LVMH і Christian Dior (в тому числі Sephora, Guerlain і Acqua di Parma), американські Coty і Revlon, японська Shiseido, середні французькі компанії Yves Rocher (ЛА-ГАСІЇ), L'Occitane en Provence (Маноск), Sisley (Париж).

## Харчова промисловість
Найбільшими компаніями харчової промисловості та виробниками напоїв країни є Danone (активи в 2015 році — 38 млрд дол., співробітників - 100 тис. осіб) і Pernod Ricard (активи в 2015 році — 36 млрд дол., співробітників — 18 тис. осіб).
- Pernod Ricard належать марки алкогольних напоїв Absolut, Chivas Regal, Ballantine's, Jameson, Martell, Beefeater, Kahlua, Malibu, Havana Club, GH Mumm, Perrier-Jouët, Glenlivet, Royal Salute, Jacob's Creek, Brancott, Camp Viejo, Graffigna.
- LVMH належать марки Hennessy, Dom Pérignon, Moët & Chandon, Veuve Clicquot, Ruinart, Château d'Yquem, Ardbeg, Glenmorangie, Champagne Krug, Champagne Mercier, Belvedere, 10 Cane, Domaine Chandon, Cloudy Bay.

## Військово-промисловий комплекс
- DCNS[en] — державне підприємство, яка займається будівництвом кораблів (авіаносець Шарль де Голль та ін.), виробництвом морського озброєння (торпеди та ін.).

## Регіональне розподілення
Аквітанія
Бретань
Бургундія
Верхня Нормандія
Серед найбільших підприємств регіону — кавова фабрика Kraft Foods (Гавр).
Іль-де-Франс
Серед найбільших підприємств регіону — заводи авіаційного та ракетного устаткування MBDA і Safran (Велізі-Віллакубле), заводи електроніки Thales (Велізі-Віллакубле).
Корсика
Лангедок - Руссільйон
Серед найбільших підприємств регіону — кавова фабрика Kraft Foods (Лавейрюн).
Лімузен
Серед найбільших підприємств регіону — завод вантажівок Renault Trucks (Ле-Пале-сюр-В'єнн).
Лотарингія
Серед найбільших підприємств регіону — автомобільний завод Daimler (Амбако), автобусний завод Daimler / EvoBus (Ліньї-ан-Барруа), завод оптики Essilor (Ліньї-ан-Барруа).
Нижня Нормандія
Серед найбільших підприємств регіону — завод вантажівок Renault Trucks (Бленвіль-сюр-Орн).
Нор — Па-де-Кале
Овернь
Пеі-де-ла-Луар
Пікардія
Серед найбільших підприємств регіону — завод ракетних систем MBDA(Лакруа-Сент-Уан).
Прованс — Альпи — Лазурний берег

Основні галузі промисловості: машинобудування (вертольоти, супутники, авіатехніка і складники, суду, ескалатори, ліфти, автомобільні компоненти, сільськогосподарська техніка), виробництво електроніки, електротехніки та приладів, металургія і металообробка, хімічна промисловість (в тому числі фармацевтика, нафтопереробна і виробництво пластмасових виробів), виробництво парфумерії та косметики, енергетика, харчова промисловість (прохолодні і алкогольні напої, молочні, м'ясні, кондитерські та хлібобулочні вироби, фруктові та овочеві консерви, цукор), виробництво будматеріалів і кераміки, текстильна, швейна, паперова та поліграфічна промисловість.
Серед найбільших підприємств регіону — вертолітний завод Eurocopter (Мариньян), завод авіатехніки Dassault Aviation (Істр), металургійні заводи ArcelorMittal і Gruppo Lucchini (Фо-сюр-Мер), Rio Tinto Alcan (Гардані), нафтопереробні та хімічні заводи Royal Dutch Shell (Берр -л`Етан), BP / Innovene (Мартіг), Total (Шатонеф-ле-Мартіг), ExxonMobil (Фо-сюр-Мер), Arkema (Шато-Арну-Сент-Обан, Фо-сюр-Мер і Марсель), LyondellBasell (Фо-сюр-Мер), Robertet (Грас), Groupe SNPE (Сорг), Rousselot (Іль-сюр-ла-Сорг) і Pebeo (Жемено).
заводи електронних компонентів STMicroelectronics і Atmel (Руссе), Gemalto (Жемено і Ла-Сьота), Vishay Intertechnology (Ніцца), Temex і NXP Semiconductors (Вальбонн), завод супутників Alcatel Space (Канни),
фармацевтичні заводи Arkopharma і Virbac (Карро), Sanofi (Сістерон), Ipsen (Синь), Laboratoire Genevrier (Антіб) і Laphal Industries (Аллош),
парфюмерно-косметичні фабрики Mane (Ле-Бар-сюр-Лу), L'Occitane en Provence (Маноск) і Labiomar (Синь),
заводи пластмасових виробів Stedim (Обань), Linpac (Тараскон) і Plastiques Ervaf (Вальреа),
завод прохолоджувальних напоїв Coca-Cola Enterprises (Ле-Пенн-Мірабо), завод алкогольних напоїв Pernod Ricard (Марсель), харчові фабрики Nestlé, Haribo, Panzani та Saint Louis Sucre (Марсель), McCormick & Company (Карпантра і Монтё), Kerry Group (АПТ), Campbell Soup (Ле-Понте), Unilever (Жемено), Degussa Flavors Fruit (Грас), Varoise de Concentres (Синь), Conserves France (Тараскон) і Coop Agricole Transformation Vente (Камаре-сюр-Ег), м'ясопереробні заводи Groupe Bigard (Роньона), Raynal et Roquelaure Provence Камаре-сюр-Ег) і ABC Industries (Пейроль-ан-Прованс),
Водоочисні підприємства Groupe des Eaux de Marseille (Марсель) і Veolia Environnement (Ніцца), завод офісної техніки IBM (Ла-Рік), завод ескалаторів і термічного обладнання Constructions industrielles de la Méditerranée (Ла-Сейн-сюр-Мер), заводи електротехніки Legrand (Антіб) і Transfix Toulon (Ла-Гард), приладобудівні заводи Thales (Вальбонн), Schneider Electric (Карро і Вальбонн), MGP Instruments (Ламанон), завод автомобільних компонентів MGI Coutier (Монтё), суднобудівні заводи DCNS (Тулон і Сен-Тропе), завод термічного обладнання Carrier Corporation (Обань), завод сільськогосподарського обладнання Groupe Pellenc (Пертюї), ліфторемонтні заводи Kone (Ніцца), Otis та Schindler (Марсель), заводи металоконструкцій і металообробки Sapa Profiles (Пюже-сюр-Аржан), Eni/Camom (Роньяк), Clemessy/Game-Sud-Est (Витроль), Areva/Tricastin (Боллен) і Tournaire (Грас), завод технічної кераміки Saint-Gobain (Ле-Понте), завод ізоляційних матеріалів Saint-Gobain (Оранж), заводи будівельних матеріалів Lafarge (Авіньйон, Карпантра, Бук-Бель-Ер і Мазан), фабрика білизни Triumph International (Марсель), паперові фабрики Malaucène Industries (Малосен), Tembec (Тараскон) і Imcarvau (Вальреа), поліграфічні фабрики La Provence (Марсель) і Groupe Nice-Matin (Ніцца).
|                                                |                                |                            |                          |                        |
| Электростанция Électricité de France в Мартизі | Промышленная зона в Фо-сюр-Мер | Фабрика Tembec в Тарасконі | Промислова зона в Оргоні | Завод Lafarge в Мазані |

Пуату — Шарант
Рона — Альпи
Серед найбільших підприємств регіону — завод вантажівок Renault Trucks (Бурк-ан-Брес), завод двигунів і автомобільних компонентів Renault Trucks (Венісьє).
Франш-Конте
Центр
Основні галузі промисловості: машинобудування (автомобільні компоненти, озброєння і боєприпаси, підшипники, ліфти, сільськогосподарська техніка, залізничне і промислове устаткування), виробництво електроніки, електротехніки та приладів, виробництво парфумерії, косметики та засобів гігієни, хімічна промисловість (в тому числі фармацевтика, виробництво шин, гумотехнічних і пластмасових виробів), енергетика, харчова (молочні, м'ясні, кондитерські та хлібобулочні вироби, цукор) і поліграфічна промисловість, виробництво будматеріалів і кераміки.
Серед найбільших підприємств регіону — заводи автомобільних компонентів Delphi Corporation і Valeo (Блуа), Meritor (Сен-Жан-де-Бре), заводи ракетних систем MBDA (Бурж і Сель-Сен-Дені), завод електронних компонентів STMicroelectronics (Тур), заводи Шинн і гумових виробів Michelin (Жуе-ле-Тур і Сен-Дульшар) і Total / Hutchinson (Шалетт-сюр-Луен, Жуе-ле-Тур і Шамбре-ле-Тур), заводи парфумерії, косметики та засобів гігієни Parfums Christian Dior (Сен-Жан-де-Бре), L'Oréal (Орм), Procter & Gamble (Блуа), Shiseido (Жіан і Орм), Guerlain, Hermès, Puig і Reckitt Benckiser (Шартр), атомні електростанції Électricité de France (Дампьерр ан-Бюрле, Бельвіль-сюр-Луар і Сен-Лоран-Нуан), завод підшипників SKF (Сен-Сір-сюр-Луар), фармацевтичні фабрики Servier і Famar (Орлеан), Pierre Fabre (Жіан), Sanofi (Амії та тур), Wyeth і Chiesi (Блуа), Novo Nordisk (Шартр), поліграфічна фабрика Maury (Малезерб), завод залізничного обладнання Faiveley (Сен-П'єр-де-Кор), завод пластмасових виробів Tupperware ( Жуе-ле-Тур), хімічний завод Forbo (Блуа), кондитерська фабрика Kraft Foods (Вільбару), завод ліфтів Otis (Жіан), завод промислового обладнання Zodiac Marine and Pool (Жуе -ле-Тур), ламповий завод Philips (Шартр), заводи сільськогосподарської техніки Deere & Company (Орм і Саран), завод офісного обладнання Lexmark (Буаньйі-сюр-Біон), завод будівельних матеріалів Saint-Gobain (Жуе-ле-Тур), фаянсовий завод Faïencerie de Gien (Жіан), цукровий завод Tereos (Артене).
|                                                |                                             |                       |
| АЕС Électricité de France в Бельвіль-сюр-Луарі | АЕС Électricité de France в Сен-Лоран-Нуані | Завод Tereos в Артені |

Шампань — Арденни
Основні галузі промисловості: машинобудування (автомобільні й тракторні компоненти, велосипеди), металургія та металообробка, хімічна промисловість (в тому числі фармацевтика, виробництво шин, гумотехнічних і пластмасових виробів), харчова промисловість (алкогольні напої, молочні, м'ясні, кондитерські та хлібобулочні вироби, цукор), енергетика, виробництво електроніки, електротехніки та приладів, швейна, текстильна, поліграфічна, меблева і деревообробна промисловість, виробництво будматеріалів, скла і засобів гігієни.
Серед найбільших підприємств регіону — ливарні заводи PSA Peugeot Citroën (Віллер-Семез), Fonderies de Brousseval et Montreuil (Бруссеваль), Ferry Capitain (Веквіль), Acieries Hachett et Driout (Сен-Дізьє) і GHM (Соммвуар), фармацевтичні заводи Boehringer Ingelheim і AstraZeneca (Реймс), завод шампанського Moët & Chandon (Еперне), заводи автомобільних компонентів Visteon (Шарлевіль-Мезьєр), Valeo (Реймс), TI Automotive (Шалон-ан-Шампань), Mefro Roues (Ла-Шапель-Сен-Люк) і Delphi Corporation (Доншері), завод Шинн Michelin (Ла-Шапель-Сен-Люк), меблева фабрика Cauval Industries ( Бар-сюр-Об ), атомні електростанції Électricité de France ( Ножан-сюр-Сен і Шоо ), завод металоконструкцій Petitjean ( Сент-Андре-ле-Верже ), фабрика нижньої білизни Petit Bateau (Труа), завод сталевих труб Vallourec (Мароль), ковальсько-штампувальні заводи Forges de Bologne (Болонья) і Forges de Courcelles (Ножан), завод побутової електротехніки Electrolux (Ревен), кабельні заводи Axon (Монмірай) і Nexans (Фюме), фабрика морозива Unilever (Сен-Дізьє), фабрика одягу Devanlay (Труа), завод гумових виробів Freudenberg Group (Лангр), завод пластмасових виробів AkzoNobel (Мароль), завод тракторних компонентів McCormick (Сен-Дізьє), заводи пластикової упаковки Cebal (Сент-Мену і В'єнн-ле-Шато), завод замків і металевих виробів Assa Abloy (Труа), фабрика килимків і покриттів Faurecia (Музон), цукрові заводи Cristal Union (Базанкур і Віллетт-сюр-Про), фабрика окулярів Essilor (Сезанн), деревообробні заводи SMPA (Вандевр-сюр-Барс) і Pastural (Еперне), кондитерська фабрика Groupe Cémoi (Труа), мідноплавильний завод Tréfimétaux (Фромеленн), заводи підлогових покриттів Tarkett і Enia Tecsom (Глера), велосипедний завод Cycleurope (Ромії-сюр-Сен), сирні заводи Société BG (Іллу) і Entremont Alliance (Валь-де-Мез), поліграфічна фабрика Société du Journal L'Union (Реймс), палітурна фабрика SOC Industrielle de Reli ure Cartonnage (Мариньї-ле-Шатель), теплоелектростанція Électricité de France (Труа), завод скляної тари Owens-Illinois (Реймс), фабрика гігієнічних виробів Johnson & Johnson (Сезанн).
|                                 |                                            |                         |
| АЕС Électricité de France в Шоо | АЕС Électricité de France в Ножан-сюр-Сені | Промислова зона в Базеї |

Ельзас
Основні галузі промисловості: машинобудування (автомобілі, автомобільні компоненти, підшипники, будівельна та сільськогосподарська техніка, авіаційні складники, медичне обладнання), виробництво електроніки, електротехніки та приладів, хімічна промисловість (в тому числі фармацевтика і нафтопереробна), металургія та металообробка, харчова промисловість (алкогольні напої, молочні, м'ясні, кондитерські та хлібобулочні вироби, кава), енергетика, виробництво будматеріалів.
Серед найбільших підприємств регіону — автомобільні заводи PSA Peugeot Citroën (Сосайм), Bugatti Automobiles і Daimler (Мольсайм), заводи підшипників Schaeffler Gruppe (Агено) і Timken (Кольмар), фармацевтичні заводи Eli Lilly (Фегерсайм) і Octapharma (Ленгольсайм), заводи електротехніки Hager (Оберні), SEW Usocome і Siemens (Агено), Clemessy (Мюлуз), заводи автомобільних компонентів General Motors, Delphi Corporation і Johnson Controls (Страсбург), Behr (Руффак) і Faurecia (Маркольсайм), алюмінієвий завод Rio Tinto Alcan (Бісайм), заводи будівельної техніки Liebherr (Кольмар) і Haemmerlin (Саверн), завод сільськогосподарської техніки Kuhn (Саверн), завод автопричепів Lohr Industrie (Дюппігайм), завод авіаційних компонентів Safran (Мольсайм), нафтопереробний завод Petroplus (Рейшстет), хімічний завод Rhodia (Шалампе), пивоварні заводи Carlsberg / Kronenbourg (Оберні), Carlsberg / Saverne (Саверн) і Heineken (Шильтігайм), завод телекомунікаційного устаткування Alcatel-Lucent (Ількірш-Граффенстаден), кондитерські фабрики Mars (Агено), Kraft Foods (Страсбург) та Chocolat Schaal (Гайспольсайм), завод морозива Mars (Стенбур), кавова фабрика Kraft Foods (Страсбург), заводи будматеріалів Wienerberger (Ашенайм, Бетшдорф і Сельц), Cemex (Ленгольсайм), ламповий завод Osram (Мольсайм), завод фармацевтичного і медичного обладнання Merck Millipore (Мольсайм), атомна електростанція Électricité de France (Фессенхайм), гідроелектростанції Électricité de France (Маркольсайм і Фессенхайм).
|                            |  |                           |                         |
| Завод Haemmerlin в Саверні |  | Завод Liebherr в Кольмарі | Завод Timken в Кольмарі |